# 須津村
須津村（すどむら）は静岡県の東部、富士郡に属していた村である。現在の富士市東端部にあたる。

## 地理
- 河川：沼川、赤淵川

## 歴史

### 村名の由来
船を待つ場所だったことから、待つを意味する須と、船着場を意味する津を合わせたもの。

### 沿革
- 1889年（明治22年）4月1日 - 町村制の施行により、中里村、江尾村、川尻村、増川村、神谷村、大坪新田が合併して発足。
- 1955年（昭和30年）2月11日 - 吉原市、元吉原村、吉永村、原田村と合併し、改めて吉原市が発足。同日須津村廃止。

## 交通

### 鉄道路線
- 岳南鉄道（現・岳南電車）
  - 岳南線
    - 須津駅 - 神谷駅 - 岳南江尾駅

現在は東海道新幹線が旧村域を通過しているが、当時は未開業。

### 道路
現在は東名高速道路が旧村域を通過しているが、当時は未開通。